# Louis Auguste Déchelette
Louis Auguste Déchelette (geboren 11. Januar 1894 in Cours-la-Ville; verstorben im Dezember 1964 in Paris) war ein französischer bildender Künstler. Von ihm stammen Gemälde und Skulpturen im Stil der sogenannten Naiven Kunst.

## Leben und Werk
Louis Auguste Déchelette erhielt seine erste künstlerische Ausbildung durch seinen Großvater, von dem er das Malen erlernte. In den folgenden Jahren war er als Wanderarbeiter und Anstreicher in Frankreich tätig. Im Jahr 1925 ließ er sich dauerhaft in Paris nieder. Seine Werke, die dem Stil der sogenannten naiven Malerei zugeordnet werden können, erfuhren erst gegen Ende der 1930er Jahre verstärkte öffentliche Aufmerksamkeit.
Déchelettes Gemälde zeichnen sich durch realistische Darstellungen von Alltagsszenen, städtischen Motiven und Landschaften aus, die oftmals von einem subtilen, humorvollen Unterton begleitet werden. Charakteristisch ist zudem eine ausgeprägte Detailfreude sowie der Einsatz sprachlicher Elemente wie Wortspiele. In zahlreichen Arbeiten manifestieren sich auch sozialkritische und politische Themen.
Um 1940 wurde der Kunstkritiker Robert Rey auf Déchelettes Werk aufmerksam, der nach der Befreiung von Paris im Jahr 1944 zum Direktor der Bildenden Künste ernannt wurde. Durch Rey erhielt Déchelette die Möglichkeit, in der renommierten Galerie Jeanne Bucher auszustellen – einer Institution, die bereits Künstler wie Hans Arp, Georges Braque, Juan Gris und Wassily Kandinsky präsentierte und sich zudem der Förderung naiver Kunst widmete. In den Jahren 1942 und 1944 widmete die Galerie Déchelette jeweils eine Einzelausstellung.
Während der deutschen Besatzung von Paris fertigte Déchelette eine Reihe antifaschistischer Werke an, die er aus Furcht vor Repressionen in Kisten verpackt und im Boden vergraben versteckte. Nach der Befreiung 1944 wurden diese Arbeiten erstmals öffentlich gezeigt und trugen wesentlich zu seiner Bekanntheit bei. Seine Werke sind heute in zahlreichen nationalen Sammlungen vertreten, unter anderem im Centre Pompidou in Paris und in der Sammlung Zander in Köln.
Im Spätwerk zeigen sich eine gedämpftere Farbpalette und zurückhaltendere Motivwahl. Déchelette starb in Armut und weitgehend vergessen. In den 1960er und 1970er Jahren wurde sein Werk im Rahmen internationaler Ausstellungen zur naiven Kunst in Bratislava, Zagreb, München und Zürich wiederentdeckt und einer breiteren Öffentlichkeit zugänglich gemacht. Diese Wiederbelebung seines Œuvres setzt sich bis in das 21. Jahrhundert fort, mit Ausstellungen unter anderem im Clemens Sels Museum Neuss (2009), im Museum für naive Malerei und Volkskunst in Noyers-sur-Serein (2010), im Guggenheim Museum Bilbao (2013), im Palais de Tokyo (2018) sowie in der Galerie Jeanne Bucher Jaeger in Lissabon (2018) und Paris (2019).